# John Machin

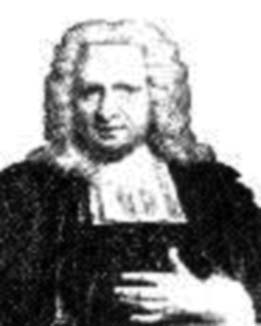
John Machin

John Machin (?, 1686?— Londen, 9 juni 1751) was een Britse sterrenkundige, die vooral bekend is geworden door een door hem opgestelde formule voor het getal getal  (pi) waarme hij door middel van een snel convergerende reeks {\displaystyle \pi } in 100 decimalen bepaalde.

## Geschiedenis
Machin was van 1718 tot 1747 secretaris van de Royal Society.
Hij was ook lid van de commissie die in 1712 het geschil tussen Leibniz en Newton besliste. 
Op 16 mei 1713 volgde hij Alexander Torriano op als hoogleraar sterrenkunde aan het Gresham College, en bekleedde die post tot aan zijn dood op 9 juni 1751 in Londen. Machin had een grote reputatie als  wiskundige. Zijn ingenieuze kwadratuur van de cirkel werd onderzocht door Hutton en in 1706 berekende Machin de {\displaystyle \pi } volgens Halleys methode in honderd decimalen.
Veel van zijn manuscripten worden bewaard door de Royal Astronomical Society. In 1727 schreef hij aan William Jones zijn claim op de parlementaire beloning van £ 10.000 voor het wijzigen van de maantabellen.
In 1728 werd hij genoemd als een van de abonnees van de Cyclopaedia van Ephraim Chambers.